# Antropofòbia
L'antropofòbia o antrofòbia (literalment "por a la gent", del grec: ἄνθρωπος, Anthropos, "home" i φόβος, Phobos, "temor"), també anomenada fòbia a les relacions interpersonals o fòbia social, és la por patològica a les persones o la companyia humana. És freqüent en la societat xinesa i japonesa.
L'antropofòbia és un subtipus de fòbia social, que pot manifestar-se amb por, rubor en mantenir contacte visual; malestar o incomoditat en aparèixer en societat, etc. Hi ha un trastorn específic en la cultura japonesa conegut com a Taijin kyofusho.
L'antropofòbia pot ser definida com la por cap a les persones en situacions d'amuntegament, però també es pot sentir ansietat en estar prop d'una sola persona. Les condicions varien depenent de l'individu afectat. Alguns casos són lleus i es poden manejar, mentre que els casos més greus poden conduir al retir social complet (marginació i exclusió social) i l'ús exclusiu de mitjans de comunicació escrita i electrònica.

Com la majoria de les fòbies, l'antropofòbia és el resultat d'experiències traumàtiques. Atès que les fòbies socials (trastorn d'ansietat social) són més complexes que altres fòbies, es creu que aquesta fòbia específica a les persones pot ser deguda a factors genètics o d'herència.
El 2009, un estudi va investigar l'impacte de l'antropofòbia en cultures específiques. 50 pacients amb diagnòstic d'antropofòbia, 50 pacients amb diagnòstic de neurastènia, i 50 subjectes de control van ser reclutats en hospitals de Beijing, Xina, i es van quantificar els símptomes d'ansietat. Els pacients amb antropofòbia no podien mantenir contacte visual amb els altres i tenien por de ser observats. La conclusió va ser que els antropofòbics, igual que els neurastènics, pateixen ansietat i depressió, però "més cognitiva i menys somàtica".